# Smolarka (Białoruś)
Smolarka (biał. Смалярка, Smalarka; ros. Смолярка, Smolarka) – wieś na Białorusi, w obwodzie brzeskim, w rejonie bereskim, w sielsowiecie Sokołów, pomiędzy drogą magistralną M1 a drogą republikańską R2.

## Historia
W XIX i w początkach XX w. położona była w Rosji, w guberni grodzieńskiej, w powiecie prużańskim, w gminie Bereza Kartuska.
W dwudziestoleciu międzywojennym leżała w Polsce, w województwie poleskim, w powiecie prużańskim, do 1 kwietnia 1932 w gminie Bereza Kartuska, następnie w gminie Sielec. W 1921 miejscowość liczyła 52 mieszkańców, zamieszkałych w 9 budynkach, wyłącznie Polaków. 45 mieszkańców było wyznania prawosławnego i 7 rzymskokatolickiego.
Po II wojnie światowej w granicach Związku Sowieckiego. Od 1991 w niepodległej Białorusi.